# Marco Reus
Marco Reus (Dortmund, 1989. május 31. –) német válogatott labdarúgó, a LA Galaxy játékosa.

## Karrier
Reus szülővárosában, Dortmundban kezdett el játszani a Post SV-nél. Ezután váltott, és a Borussia Dortmundhoz igazolt. Dortmundban csak az U19-es csapatig jutott. 2006-ban a Rot Weiss Ahlenhez került, szintén az U19-es csapatba. Az első évben a második csapatban játszott ötször. A következő időkben 14-szer játszott az utolsó fél órában, és kétszer kapott lehetőséget kezdőként. Az utolsó játéknapon szerezte a gólt, amikor a Rot Weiss Ahlen feljutott a Bundesliga 2-be. A 2008/2009-es szezonban 27 mérkőzésen 4 gólt szerzett. A 2009/2010-es szezonban a Borussia Mönchengladbach-hoz igazolt 2013-ig. 2009-ben Reus az FSV Mainz ellen meglőtte az első Bundesliga-gólját, egy 50 méteres szólót követően.
A 2010/2011-es szezonban nagy szerepet játszott a Borussia Mönchengladbach bent maradásában 18 góljával és 13 gólpasszával. 2012-ben klubot váltott, 2017-ig írt alá a Dortmundhoz. Reus hivatalosan 2012 július 1-én lett a Borussia Dortmund játékosa, bemutatkozására pedig a Werder Bremen ellen került sor, augusztus 24-én. Gólt szerzett a 2-1-es győzelem alkalmával. Október 3-án a Manchester City FC ellen az bajnokok ligájában is bemutatkozott. Első nemzetközi gólját a AFC Ajax elleni 4-1-es győzelem alkalmával szerezte november 21-én. 2013 február 16-án mesterhármast szerzett az Eintracht Frankfurt ellen. Végigjátszotta a Bayern München elleni vesztes BL-döntőt.
A 2013-14-es idény kezdetén elhódította csapatával a szuperkupát. Nagyszerű párost alkotott Pierre-Emerick Aubameyanggal, és pótolta az előző szezon elején a rivális Bayern Münchenhez távozó Götzét. Az idény során minden sorozatot figyelembe véve 23 gólt szerzett, és 18 gólpasszt adott.
Bár jól kezdte a 2014-15-ös idényt is, szeptemberben bokasérülést szenvedett. Októberben ugyan visszatért, de az idényét folyamatos sérülések nehezítették. Az idény végén 2019-ig szerződést hosszabbított a Dortmunddal.
2015 augusztus 5-én , Reus gólt szerzett az 5-0 győzelem alkalmával a Wolfsberger AC ellen a 2015-16 Európa-liga play-off körben . Augusztus 15-én, aztán a Bundesliga  2015-16 bajnoki nyitányán is betalált a  4-0 győzelem alkalmával egykori klubja, a Borussia Mönchengladbach ellen. Augusztus 28-án mesterhármast szerzett a dán Odense BK ellen.
2016 április 20-án Reus egyike volt a három gólszerzőnek  a Hertha BSC elleni győzelem alkalmával a kupaelődöntőben. A kupafinálét tizenegyesekkel elbukták a Bayern München ellen.
2024. augusztus 15-én két és fél éves szerződést írt alá az amerikai Los Angeles Galaxy csapatával.

## A válogatottban
Joachim Löw először 2010. május 6-án hívta be a válogatottba Málta ellen. A találkozót egy sérülés miatt le kellett mondania. Később, 2010 augusztusában Dánia ellen ismét meghívást kapott, azonban ezt a mérkőzést is le kellett mondania egy fertőzés miatt. 2011-ben Uruguay ellen ismét behívták, ám izomproblémái miatt ismét nem tudott játszani, ahogyan Ausztria és Azerbajdzsán ellen sem.
Marco Reus a 2014-es brazíliai világbajnokságon sem tudott részt venni, mert sérülést szenvedett. A német labdarúgó válogatott tehát kulcsemberét vesztette, de így is képes volt megnyerni a 2014-es vb-t. A 2016-os labdarúgó-Európa-bajnokságról szintén sérülés miatt maradt le.

## Sikerei, díjai
Rot Weiss Ahlen
- Regionalliga: 2008

Borussia Dortmund
- Bundesliga ezüstérmes: 2012-13, 2013-14, 2015-16, 2018-19, 2019-20
- DFB Pokal: 1. hely: 2016-17, 2020-21 2. hely: 2013-14, 2014-15, 2015-16
- Német labdarúgó-szuperkupa: győztes: 2013, 2014, 2019
- UEFA-bajnokok ligája döntős: 2012-13, 2023-24

Németország
- 2012-es labdarúgó-Európa-bajnokság bronzérmes: 2012

Egyéni
- Az év labdarúgója Németországban: 2012, 2019

## Statisztika

### Klubokban
2018. december 21-én lett frissítve.
| Klub                     | Szezon         | League             | League          | League | Kupa            | Kupa  | Európai         | Európai | Egyéb           | Egyéb | Összesen        | Összesen |
| Klub                     | Szezon         | Bajnokság          | Pályára lépések | Gólok  | Pályára lépések | Gólok | Pályára lépések | Gólok   | Pályára lépések | Gólok | Pályára lépések | Gólok    |
| ------------------------ | -------------- | ------------------ | --------------- | ------ | --------------- | ----- | --------------- | ------- | --------------- | ----- | --------------- | -------- |
| Rot Weiss Ahlen II       | 2006–07        | Oberliga Westfalen | 5               | 2      | —               | —     | —               | —       | —               | —     | 5               | 2        |
| Rot Weiss Ahlen II       | 2007–08        | Oberliga Westfalen | 1               | 1      | —               | —     | —               | —       | —               | —     | 1               | 1        |
| Rot Weiss Ahlen II       | Összesen       | Összesen           | 6               | 3      | —               | —     | —               | —       | —               | —     | 6               | 3        |
| Rot Weiss Ahlen          | 2007–08        | Regionalliga Nord  | 16              | 1      | —               | —     | —               | —       | —               | —     | 16              | 1        |
| Rot Weiss Ahlen          | 2008–09        | 2. Bundesliga      | 27              | 4      | 1               | 0     | —               | —       | —               | —     | 28              | 4        |
| Rot Weiss Ahlen          | Összesen       | Összesen           | 43              | 5      | 1               | 0     | —               | —       | —               | —     | 44              | 5!       |
| Borussia Mönchengladbach | 2009–10        | Bundesliga         | 33              | 8      | 2               | 0     | —               | —       | —               | —     | 35              | 8        |
| Borussia Mönchengladbach | 2010–11        | Bundesliga         | 32              | 10     | 3               | 1     | —               | —       | 2               | 1     | 37              | 12       |
| Borussia Mönchengladbach | 2011–12        | Bundesliga         | 32              | 18     | 5               | 3     | —               | —       | —               | —     | 37              | 21       |
| Borussia Mönchengladbach | Összesen       | Összesen           | 97              | 36     | 10              | 4     | —               | —       | 2               | 1     | 109             | 41       |
| Borussia Dortmund        | 2012–13        | Bundesliga         | 32              | 14     | 3               | 1     | 13              | 4       | 1               | 0     | 49              | 19       |
| Borussia Dortmund        | 2013–14        | Bundesliga         | 30              | 16     | 4               | 0     | 9               | 5       | 1               | 2     | 44              | 23       |
| Borussia Dortmund        | 2014–15        | Bundesliga         | 20              | 7      | 5               | 1     | 4               | 3       | 0               | 0     | 29              | 11       |
| Borussia Dortmund        | 2015–16        | Bundesliga         | 26              | 12     | 4               | 2     | 13              | 9       | 0               | 0     | 43              | 23       |
| Borussia Dortmund        | 2016–17        | Bundesliga         | 17              | 7      | 3               | 2     | 4               | 4       | 0               | 0     | 24              | 13       |
| Borussia Dortmund        | 2017–18        | Bundesliga         | 11              | 7      | 0               | 0     | 4               | 0       | 0               | 0     | 15              | 7        |
| Borussia Dortmund        | 2018–19        | Bundesliga         | 17              | 11     | 2               | 2     | 5               | 1       | 0               | 0     | 24              | 14       |
| Borussia Dortmund        | Összesen       | Összesen           | 153             | 74     | 21              | 8     | 52              | 26      | 2               | 2     | 228             | 110      |
| Teljes karrier           | Teljes karrier | Teljes karrier     | 299             | 118    | 32              | 12    | 52              | 26      | 4               | 3     | 387             | 159      |

1. ↑  Magában foglalja a Bajnokok ligáját és az Európa-ligát is.
2. ↑  Magában foglalja a Relegation rájátszást és a DFL-szuperkupát is.

, 

### A válogatottban
2018. november 19-én lett frissítve.
| Nemzet      | Évek     | Pályára lépések | Gólok |
| ----------- | -------- | --------------- | ----- |
| Németország |          |                 |       |
| 2011        | 3        | 0               |       |
| 2012        | 10       | 5               |       |
| 2013        | 6        | 2               |       |
| 2014        | 4        | 0               |       |
| 2015        | 4        | 2               |       |
| 2016        | 2        | 0               |       |
| 2017        | 0        | 0               |       |
| 2018        | 8        | 1               |       |
| összesen    | összesen | 37              | 10    |

### Góljai a válogatottban
| #  | Dátum                | Helyszín                                          | Ellenfél    | Gólja | Végeredmény | Kiírás                             |
| -- | -------------------- | ------------------------------------------------- | ----------- | ----- | ----------- | ---------------------------------- |
| 1  | 2012. május 27.      | St. Jakob-Park, Bázel, Svájc                      | Svájc       | 3–5   | 3–5         | Barátságos mérkőzés                |
| 2  | 2012. június 22.     | Stadion Energa Gdańsk, Gdańsk, Lengyelország      | Görögország | 4–1   | 4–2         | 2012-es Európa-bajnokság           |
| 3  | 2012. szeptember 11. | Ernst Happel Stadion, Bécs, Ausztria              | Ausztria    | 1–0   | 2–1         | 2014-es világbajnokság-selejtező   |
| 4  | 2012. október 12.    | Aviva Stadion, Dublin, Írország                   | Írország    | 1–0   | 6–1         | 2014-es világbajnokság-selejtező   |
| 5  | 2012. október 12.    | Aviva Stadion, Dublin, Írország                   | Írország    | 2–0   | 6–1         | 2014-es világbajnokság-selejtező   |
| 6  | 2013. március 26.    | Frankenstadion, Nürnberg, Németország             | Kazahsztán  | 1–0   | 4–1         | 2014-es világbajnokság-selejtező   |
| 7  | 2013. március 26.    | Frankenstadion, Nürnberg, Németország             | Kazahsztán  | 4–1   | 4–1         | 2014-es világbajnokság-selejtező   |
| 8  | 2015. március 25.    | Fritz Walter Stadion, Kaiserslautern, Németország | Ausztrália  | 1–0   | 2–2         | Barátságos mérkőzés                |
| 9  | 2015. március 29.    | Borisz Paicsadze Stadion, Tbiliszi, Grúzia        | Grúzia      | 1–0   | 2–0         | 2016-os Európa-bajnokság selejtező |
| 10 | 2018. június 23.     | Fist Olimpiai Stadion, Szocsi, Oroszország        | Svédország  | 1–1   | 2–1         | 2018-as világbajnokság             |